# Jim Shooter
James Charles «Jim» Shooter (Pittsburgh, Pensilvania, 27 de septiembre de 1951-30 de junio de 2025) fue un escritor estadounidense, artista invitado ocasional, editor y publicista de varias historietas.

## Etapa con DC Comics
Cuando tenía 13 años de edad, Shooter empezó vendiendo a DC Comics historietas para Adventure Comics, comenzando con Adventure Comics N.º 346 (julio de 1966), a quien proveyó no sólo de escritura sino también con aportes gráficos. Shooter creó personajes  para la Legión de Super Héroes que aparecieron en la serie de aquel entonces, incluyendo Karate Kid, un héroe adolescente anterior a la onda de las artes marciales de la década de los años 70, y Ferro Lad, un héroe adolescente con el poder de transformarse en hierro vivo; así como Princesa Projectra, quien podía hechizos de ilusiones ópticas muy realistas. Karate Kid es un notable ejemplo de la habilidad de Shooter de analizar una historieta y ubicar sus debilidades, adicionalmente, introdujo a otro equipo de héroes futuristas, los Wanderers. Shooter se dio cuenta de que la mayoría de los Legionarios de la Legión de Super Héroes tenía superpoderes que podían ser descritos como "asumir una postura y golpear". En contraste a estos personajes, Shooter creó a Karate Kid que usaba el cuerpo completo con habilidades de artes marciales, usualmente en contacto físico directo contra el enemigo.
En lugar de aferrarse a un guion fijo, desde temprano el método de Shooter fue dibujar historias completas y luego agregar los diálogos. Curt Swan, artista de la Legión de Super Héroes, estuvo impresionado con el sentido artístico, la disposición y el diseño de Shooter, y a menudo se copiaría de los dibujos del joven. A medida que Shooter comenzó a tener asignaciones adicionales en la escritura de Captain Action y otras historietas de DC, comenzó a escribir sus historietas como guiones, que fue el estilo preferido de la compañía.
Shooter reveló en posteriores entrevistas que su familia pasaba por una terrible situación financiera cuando era joven, y con la intención de ayudar a su familia económicamente, desarrolló la idea de escribir historietas. Nunca pensó, sin embargo, que a los 13 años de edad podría entrar en el negocio, y esto le parecía virtualmente inconcebible... simplemente lo hizo. Afortunadamente, su trabajo era tan bueno que fue contratado por el editor de Superman, Mort Weisinger. Nunca consideró convertirse en un historietista profesional, y luego de graduarse como bachiller, comenzó a buscar otro modo de ganarse la vida.
Shooter se retiró del negocio de las historietas cuando culminó la serie de la Legión en su carrera en Adventure Comics, y se mudó a las páginas de Action Comics con una serie de reserva (back-up) a finales de los años 60, pero fue forzado a retirarse por miembros de la Legión algunos años después. A mediados de los 70, retomó la escritura de la Legión (ahora con publicación propia, conocida como Superboy and the Legion of Super-Heroes), pero frecuentes conflictos creativos con el editor Murray Boltinoff eventualmente llevaron a Shooter a buscar actividad fuera DC Comics.

## Etapa con Marvel Comics
A mediados de los años 70, Marvel Comics se encontraba experimentando una serie de cambios en el puesto de redactor jefe. Luego de que Roy Thomas se retirara de la publicación para dedicarse de lleno a la escritura, una sucesión de escritores, entre los que se encuentran Gerry Conway, Len Wein, Marv Wolfman y Archie Goodwin tomaron posesión del cargo por breves períodos, sólo para encontrar que dicho trabajo resultaba muy intimidante, dado el vertiginoso crecimiento de los títulos y el creciente equipo de trabajo para publicar material. Shooter se unió al equipo de Marvel como editor y escritor asistente, y con el rápido movimiento del puesto de editor, pronto se encontró a la cabeza de las expectativas.
Shooter desplazó a Archie Goodwin para convertirse en el noveno redactor jefe de Marvel Comics desde 1978 a 1987. Fue nombrado redactor jefe pasando por encima de personal con muchos años de servicio en Marvel y, durante su estadía en el cargo, personal clave de dicha compañía declinó y se mudó a DC. Pero a pesar de que existieron algunas quejas sobre el presunto modo dictatorial con el que condujo a Marvel, Shooter logró mantener exitosamente la línea de publicación sin retrasos, agregar nuevos títulos, y desarrollar nuevos talentos. Durante este período, el publicador Stan Lee fue trasladado a Los Ángeles para tener un mejor seguimiento de la división animada de Marvel, proyectos de largometrajes y televisión, dejando a Shooter a cargo de la toma de decisiones creativas de las oficinas de Marvel ubicadas en Nueva York.
Marvel disfrutó algunos de sus mejores logros bajo la dirección de Jim Shooter como redactor jefe, de los cuales se destaca la creación de Chris Claremont y John Byrne de una de las etapas más recordadas de  X-Men. A pesar de que Claremont comenzó a escribir la serie antes de que Shooter se convirtiera en redactor jefe, la historieta alcanzó su mayor popularidad durante su jefatura. El consideraba que todo título, por impopular que fuese, merecía una oportunidad de triunfar. Algunos han mantenido que Shooter abandonó la política de Marvel de colocar a los mejores escritores en los títulos de mayores ventas; sin embargo, la noción de "mayores" es subjetiva, y su introducción de ganancias (royalties) tuvo un efecto contrario, alentando a los mejores escritores a seguir trabajando en los títulos de mayor ventas. A pesar de que títulos secundarios como The Uncanny X-Men y Daredevil alcanzaron un inesperado nivel de popularidad, esto había sucedido en auspicio de escritores y artistas (dibujantes) que, para la época en que fueron asignados a dichos proyectos, eran desconocidos. Durante los años cúspide de Marvel bajo la jefatura editorial de Shooter, la compañía obtenía rutinariamente cerca de tres cuartos de las ventas en el mercado de historietas.
Asimismo, Shooter ayudó a rescatar dos títulos insignia de Marvel Comics, cuando John Byrne tomó, en calidad de escritor y dibujante Los Cuatro Fantásticos, y Roger Stern junto a John Romita, Jr. se convirtieran en el equipo más prominente con El Asombroso Hombre Araña. Fue pionero de una serie de innovaciones en la industria norteamericana de las historietas con juguetes como Guerreros Shogun, Rom el Caballero Espacial, G.I. Joe, Transformers, y los formatos de miniseries y novelas gráficas.
En 1981, Shooter llevó a Marvel al lucrativo mercado de las tiendas especializadas en ventas de cómics con Dazzler #1. El cómic introdujo a una heroína ambientada en la época disco relacionada con los X-Men y basada en una película que no fue producida que sería protagonizada por Bo Derek. También bajo el reinado de Shooter, Walt Simonson renovó la historieta Thor convirtiéndola de nuevo en líder de ventas.

### Críticas en su etapa con Marvel
- Shooter fue criticado por realizar cambios radicales a héroes insignia de Marvel Comics, incluyendo el reemplazo (temporal) de los rostros detrás de las máscaras de Captain America, Iron Man y Thor; así como el cambio de la habitual combinación de colores rojo y azul del traje de El Hombre Araña, por los colores blanco y negro; hecho únicamente, según los críticos, con la finalidad de vender nuevos juguetes de El Increíble Hombre Araña.
- Shooter fue también acusado de homofobia por la comunidad gay a raíz de una historia escrita por él mismo para la revista El Increíble Hulk que no fue sometida a la aprobación del Comics Code Authority y que representaba un intento de violación de Bruce Banner en la ducha de un YMCA. Shooter aludió a un "triste episodio de su vida universitaria"[9] y posteriormente llegó a declarar que nunca habría héroes homosexuales en el Universo Marvel. No está del todo claro, sin embargo, si esto se debió a una posición personal frente a la homosexualidad o un esfuerzo por ajustarse a las normas deComics Code Authority, organismo que, en aquel entonces, todavía prohibía mencionar la homosexualidad en las historietas que llevaran su logo de identificación, y de quien Marvel todavía buscaba aprobación. (Véase Northstar).
- Shooter enojó y alienó a un número de creadores, insistiendo en su fuerte control editorial y estricta adherencia a las fechas límites. A pesar de su éxito de revitalizar Marvel, y la implementación de la política que otorgaba a los creadores ganancias cuando sus historietas rebasaban ciertos límites de ventas, o cuando los personajes que creaban eran convertidos en juguetes, Shooter se encontró en casi constante conflicto con muchos de los más destacados escritores y dibujantes de Marvel, que llevó a muchos, incluyendo Roy Thomas, Marv Wolfman, Gene Colan, John Byrne, Frank Miller y otros, a abandonar Marvel e irse a trabajar a DC. TAmbién falló Shooter en atraer talento del Reino Unido (como lo había hecho en el pasado Marvel, teniendo un éxito considerable y aclamadas críticas). La oposición de Shooter de abandonar el código de las historietas, llevaron a Marvel a ser considerada una fuerza conservadora en la industria.
- El mismo Shooter escribió el guion de la serie limitada de 12 capítulos titulada Secret Wars que obtuvo récords de ventas en su momento. La serie fue criticada por considerarse que carecía de propósito más allá de reunir a los personajes más grandes de la compañía sin ninguna razón, y simplemente para promocionar la nueva línea de figuras de acción de Marvel; sin embargo, la serie fue alabada por algunos, ganándose un lugar en la cima de las encuestas.
- Shooter fue a menudo culpado, ocasionalmente incluso demonizado, por la prensa especializada en lo que a historietas se refiere,  por las decisiones corporativas que su posición requería que defendiera, más notablemente en lo que respecta a la largas disputas con Jack Kirby, por los derechos de autor y el regreso de los últimos trabajos originales de las historietas de los años 60. No le ayudó el hecho de apuntar en dirección a que estas decisiones fueron tomadas únicamente por él, y que la alta gerencia de Marvel le dejó solo en la dirección de la empresa.
- Los esfuerzos de entrar en el mercado de niños con el lanzamiento de Start Comics, así como la apuesta de atraer a público más adulto con la línea New Universe, fallaron. Con su máxima competencia creciente creatividad y comercialización con Swamp Thing y Watchmen de Alan Moore, la serie Crisis en Tierras Infinitas, y la famosa The Dark Knight Returns de Frank Miller, Marvel por primera vez en dos décadas pareció estancada, poco imaginativa y atrasada en comparación con DC.
- En medio del estancamiento de las ventas, sus relaciones con los ejecutivos de la compañía así como con los escritores y artistas independientes de quienes la empresa dependía se fueron deteriorando. Shooter se vio particularmente mal en la prensa luego de su testimonio aparentemente amargado y petulante contra Comics Journal. Pronto se hizo evidente que el mandato de Shoore había llegado a su fin. Para quienes se desenvolvían dentro de la industria, su consecuente destitución no fue una sorpresa, e inicialmente la reacción de la comunidad fue inmensamente positiva. Su sucesor fue Tom DeFalco.

## Etapa post-Marvel: Valiant Comics
Luego de dejar Marvel Comics, Shooter se esforzó por comprar la editorial de propiedad corporativa que andaba con dificultades financieras, perdiendo en el último minuto contra la ligeramente mejor oferta de Ronald Perelman. Shooter entonces fundó una nueva compañía, Voyager Comunications, que publicó historietas bajo el nombre de Valiant Comics. Shooter se trajo a muchos de los más renombrados creadores de Marvel, incluyendo a Bob Layton y Barry Windsor-Smith.
Valiant ingresó al mercado en los años 90, vendiendo más de 80 millones de historietas en sus primeros cinco años. Sus personajes fueron impresos en muchos idiomas en todo el mundo y fueron incorporados a videojuegos de venta masiva. Con la nueva compañía disfrutando de gran éxito en el mercado directo, Shooter fue expulsado en una disputa que comenzó cuando sus socios, que eran predominantemente aventureros capitalistas, expresaron su deseo de vender la compañía. Había también un desacuerdo en relación con la cantidad de títulos que Valiant debía publicar. Shooter sentía que no podía controlar la calidad de un número mayor a diez títulos, ya que insistió en editar personalmente cada uno de éstos; mientras que sus socios consideraban que más títulos obtendrían mayores beneficios. Valiant fue eventualmente vendida a la entonces gigante de los videojuegos Acclaim Entertainment por la cantidad de 65 millones de dólares. Luego de esta transacción, el nombre de Valiant fue cambiado a Acclaim Comics.
En ese entonces, todas las editoriales de historietas estaban sufriendo fuertes descensos en las ventas mientras el mercado se hacía cada vez más reducido, y Valiant/Acclaim Comics no fue la excepción. Las ventas continuaron decreciendo a pesar del éxito de los videojuegos basados en personajes de las historietas de Valiant, como Turok y Shadowman. Acclaim pronto perdió sus licencias deportivas y sufrió por las bajísimas ventas de sus nuevos títulos, tales como BMX XXX, que sirvió únicamente para hundir aún más las ganancias.
En 1999, Acclaim detuvo la publicación de sus historietas, declarándose en bancarrota en el año 2004. En el año 2005, luego de una serie de batallas legales, Valliant Entertainment fue reconocida nuevamente como la propietaria de los derechos de los personajes de Valiant, aunque no se determinó qué relación tenía Jim Shooter en la compañía, si es que existía alguna relación.

## Aportes en otras compañías
Shooter, junto a algunos de sus leales compañeros, fundó Defiant Comics. Luego de un éxito inicial con su primer título, la compañía fallo en capturar y mantener una audiencia en el creciente y masivo mercado, lo que la llevó a desaparecer tan sólo trece meses más tarde a la publicación de su primer título; y sus recursos fueron drenados en parte por una prolongada batalla judicial contra Marvel Comics, por el uso por parte de Defiant de un título (Plasm), que se asemejaba a un título utilizado por la división británica de Marvel (Plasmer).
Posteriormente Shooter fundó Broadway Comics, que era una división de Broadway Video, la compañía productora de Saturday Night Live; pero esta división desapareció luego de que su matriz vendiera sus propiedades a Golden Books. Shooter anunció su intención de crear una nueva compañía editorial llamada Daring Comics, pero nada salió de allí. Volvió a Acclaim por un breve período en el año 1999 para escribir Unity 2000 (un intento de combinar y revitalizar el antiguo y nuevo universo Valiant), pero Acclaim declinó luego que se completaran únicamente tres de los seis prooyectos planificados. En agosto de 2000, se convirtió en copropietario y consultor creativo de la firma de ciencia ficción Phobos Entertainment; sin embargo el sitio web no ha sido actualizado desde hace más dos años (a diciembre de 2006). En una entrevista realizada en el año 2004 por Tim Hartnett de www. silverbulletcomicbooks. com, Jim manifestó que su mayor ocupación es trabajar en una compañía llamada TGS, Inc. desarrollando contenido de entretenimiento para la página web de dicha compañía. La página web señala que TGS, Inc. fue adquirida por Ascent Media Systems & Technology Services en octubre de 2005.